# Podstój
Podstój – w mleczarstwie destabilizacja emulsji, jaką jest mleko i otrzymanie śmietany przez samoistne wydzielanie się tłuszczu mlekowego na powierzchni mleka. By mu zapobiec, stosuje się homogenizację. Podstój jest możliwy także w przypadku mleka zagęszczonego.